# Південний національний парк
Південний національний парк — національний парк у Південному Судані. Парк був заснований в 1939 році. Площа національного парку становить 23,000 км2.

## Флора і фауна

### Флора
Парк відомий багатою рослинністю. Більша  частина його території вкрита лісами та саванами. Також у парку поширені луки. Під час сезону дощів у парку трава виростає до 4,6 метрів.

### Тваринний світ
У парку зареєстровані гігантська канна, водяний козел, коб, кангоні, африканський буйвіл, орібі, редунка, лев, мавпа колобус, сенегальський галаго, гігантський лісовий кабан та крокодил.